# Tulin
Tulin oder sungai tulin bezeichnet ein entlang eines Flusslaufes gelegenes Territorium, das innerhalb des bruneiischen Jajahan-Systems zu den persönlich verliehenen, vererbbaren Gebieten zählte.
Diese unabhängigen Gebiete gingen zwischen 1877 und dem Anfang des 20. Jahrhunderts durch Verkauf oder Abtretung in den Besitz der North Borneo Chartered Company über oder wurden Teil des Staates Sarawak.

## Geschichte
In den 70er und 80er Jahren des 18. Jahrhunderts befanden sich die von Brunei abhängigen Gebiete – Tempasuk, Tuaran, Menggatal, Mengkabong, Inanam, Api-Api, Putatan, Kawang, Panglat, Papar, Benoni, Kimanis, Bongawan, Membakut, Padas Klias und Padas Damit – an der Westküste der heutigen malaysischen Bundesstaaten Sabah und Sarawak. Jedes dieser Territorien bestand im Kern aus dem jeweiligen Fluss samt zugehörigen Tal oder Delta und war geographisch genau abgegrenzt.

## Rechtliche Stellung
Die persönlich verliehenen, vererbbaren Gebiete, sungai tulin oder auch pesaka genannt, gehörten zum Privatbesitz des Sultans, eines Wazirs oder eines Adeligen (pengiran). Zwar besaß der Sultan über die tulin immer noch souveräne Rechte, sie wurden jedoch vom jeweiligen Eigentümer regiert, dem auch die Erträge aus den Territorien zustanden. Die einzigen Pflichten gegenüber dem Sultan waren die Umsetzung der zentralen Gesetze und Verordnungen des Sultanats sowie die Entrichtung einer allgemeinen Steuer an das Königshaus.
Im Gegensatz zu den Apanagen konnten die sungai tulin vererbt und veräußert werden. Der Verkauf an ausländische Gesellschaften bedurfte außerdem der Zustimmung des Sultans.

## Bedeutung
Die in den ursprünglichen Verträgen nicht enthaltenen tulin waren der North Borneo Chartered Company von Anfang an ein Dorn im Auge, da sie einen völlig unkontrollierbaren Zugang ins Landesinnere von Nordborneo boten. So war zum Beispiel das Gebiet um Lawas bis 1902 ein wichtiger Sklavenmarkt, den auch die Murut nutzten, um unerwünschten Nachwuchs gegen Waffen und Munition einzutauschen. Es wurden daher erhebliche Anstrengungen unternommen, um die tulin in den Besitz der BNBCC überzuführen und auf diese Weise ein zusammenhängendes Staatsgebiet zu schaffen.

## Ehemaligetulinim heutigen Sabah
Die folgenden tulin wurden an die British North Borneo Chartered Company (BNBCC) verkauft oder abgetreten:
| Bedeutende Tulin innerhalb der Grenzen des heutigen Sabah in den 1870er Jahren |                                                     |                           |
| tulin                                                                          | Besitzer                                            | Erworben von der BNBCC am |
| Putatan                                                                        | Pengiran Muda Tajudin                               | März 1884                 |
| Mengkabong                                                                     | Pengiran Rauf; später sein Sohn Pengiran Jallaludin | 1898                      |
| Menggatal                                                                      | Pengiran Rauf; später sein Sohn Pengiran Jallaludin | 1898                      |
| Inanam                                                                         | Pengiran Rauf; später sein Sohn Pengiran Jallaludin | 1898                      |
| Api-Api                                                                        | Pengiran Rauf; später sein Sohn Pengiran Jallaludin | 1898                      |
| Simbulan                                                                       | Pengiran Rauf; später sein Sohn Pengiran Jallaludin | 1898                      |
| Nafas Tambalang                                                                | Pengiran Rauf; später sein Sohn Pengiran Jallaludin | 1898                      |
| Kinarut                                                                        | Pengiran Rauf; später sein Sohn Pengiran Jallaludin | 1897                      |
| Panglat Besar                                                                  | Pengiran Rauf; später sein Sohn Pengiran Jallaludin | 1883                      |
| Papar                                                                          | Sultan Abdul Mumin                                  | 29. Dezember 1877         |
| Gaya                                                                           | Sultan Abdul Mumin                                  | 29. Dezember 1877         |
| Panglat Damit                                                                  | Sultan Abdul Mumin                                  | 1882                      |
| Padas-Klias                                                                    | Sultan Abdul Mumin                                  | November 1884             |
| Bongawan                                                                       | Sultan Abdul Mumin                                  | November 1884             |
| Benoni                                                                         | Sultan Abdul Mumin und Pengiran Temenggung          | 29. Dezember 1877         |
| Kimanis                                                                        | Pengiran Temenggung                                 | 29. Dezember 1877         |
| Padas-Damit                                                                    | Pengiran Syahbandar                                 | 1889                      |
| Kawang                                                                         | Syarif Jahir                                        | 8. Mai 1885               |

Die ebenfalls zu den jajahan zählenden unabhängigen Territorien Membakut und Tuaran hingegen waren keine tulin, sondern kuripan, also Apanagen eines wazirs. Sie gehörten zu den Apanagen des Pengiran Pemanca, also des Ministers für diplomatische Angelegenheiten. Tuaran wurde im November 1884 und Membakut im Jahr 1900 von der BNBCC erworben.

## Ehemaligetulinim heutigen Sarawak
Zu den im heutigen Sarawak liegenden tulin gehörte das Gebiet um Lawas. Die Verhandlungen um die Rechte an diesem Territorium waren vergleichsweise einfach, da der Sultan zum einen in finanziellen Schwierigkeiten steckte, zum anderen durch die vorherigen Erwerbungen bereits von diesem Gebiet abgeschnitten war. Der Sultan begnügte sich mit einer Zahlung von 600 $ während die Pengerans eine jährliche Summe von 4.475 $ einstrichen.
Das Lawas-Gebiet wurde zunächst von einem Pengiran unter Mitwirkung eines Neffen von Rajah Brooke für die BNBCC verwaltet – ein Schachzug, mit dem die Gesellschaft sich den Anspruch Sarawaks auf das Gebiet fernhielt. 1905 ging Lawas dann jedoch im Austausch um Schürfrechte an der Westküste endgültig an Sarawak und Nordborneo bestand nun in seinen endgültigen Grenzen.